# As I Lay Dying
As I Lay Dying er et amerikansk metalcore-band fra San Diego i Californien dannet i 2001. Musikalsk har bandet haft indflydelse fra melodisk dødsmetal som f.eks. At the Gates. På nuværende tidspunkt har de en pladekontrakt med Metal Blade Records. Bandets navn stammer muligvis fra romanen af samme navn skrevet af William Faulkner selvom der dog ikke er nogen sammenhæng mellem bogen og bandet. For nylig vandt bandet "Ultimate Metal God" prisen fra MTV2 ved det første  årlige specialprogram "All That Rocks".

## Kristendom
Bandet har tidligere i karrieren været markedsført som et kristent band, og bl.a. Lambesis har talt åbent om sin kristne livsanskuelse.  Efter Lambesis dom for medvirken til planlagt mord i maj 2014, har han udtalt, at bandets kristne image blev holdt i hævd med bl.a. pladesalg for øje.

## Genreskift
Med det nye album "An Ocean Between Us" satte As I Lay Dying et nyt melodisk præg på deres musik. Deres ældre musik var til tider forudsigeligt og lidt ensartet på de forskellige albums med den gennemgående metalcore i alle de tidligere albums. Men i det nye album drages Josh Gilberts rene vokal meget mere ind over musikken og deres riffs er generelt mere tekniske og finpolerede end førhen. 
Genreskiftet er meget merkant, og det er taget godt imod i metalmiljøet, hvor blandet deres sang "Nothing Left" er resulteret i en Sci-Fi inspireret musikvideo som har kørt på MTV.

## Medlemmer

### Nuværende medlemmer
- Tim Lambesis – Vokal (2001-)
- Jordan Mancino – Trommer (2001-)
- Phil Sgrosso – Guitar/Vokal (2003-)
- Nick Hipa – Guitar (2004-)
- Josh Gilbert – Bas, vokal (2007-)

### Tidligere medlemmer
- Evan White – Guitar (2001-2003)
- Jasun Krebs – Guitar (2003)
- Clint Norris – Bas, vokal (2003-2006)

## Diskografi
- Beneath the Encasing of Ashes (2001)
- As I Lay Dying/American Tragedy (delt med American Tragedy) (2002)
- Frail Words Collapse (2003)
- Shadows are Security (2005)
- A Long March: The First Recordings (2006)
- An Ocean Between Us (2007)
- The Powerless Rise (2010)
- Awakened (2012)
- Shaped by Fire (2019)